# Hitachi (train)
Pour les articles homonymes, voir Hitachi (homonymie).
Le Hitachi (ひたち) est un train express existant au Japon et exploité par la compagnie JR East, qui relie la ville de Tokyo à celle d'Iwaki et Sendai. Son nom fait référence à la province de Hitachi.

## Gares desservies
Le Hitachi circule principalement de la gare de Shinagawa à la gare d'Iwaki en empruntant les lignes Ueno-Tokyo et Jōban. Certains trains continuent sur les lignes Jōban et Tōhoku jusqu'à la gare de Sendai.
| Nom des gares |
| ------------- |
| Shinagawa     |
| Tokyo         |
| Ueno          |
| Tsuchiura*    |
| Mito          |
| Katsuta       |
| Tōkai*        |
| Ōmika*        |
| Hitachi-Taga* |
| Hitachi       |
| Takahagi*     |
| Isohara*      |
| Nakoso*       |
| Izumi         |
| Yumoto        |
| Iwaki         |
| Hirono*       |
| Tomioka*      |
| Ōno*          |
| Futaba*       |
| Namie*        |
| Haranomachi*  |
| Sōma*         |
| Watari*       |
| Iwanuma*      |
| Sendai*       |

Les gares marquées d'un astérisque ne sont pas desservies par tous les trains.

## Matériel roulant
Depuis le 16 mars 2013, les services Hitachi sont effectués par des rames série E657. Dans le passé, ils ont été effectués par les séries 451, 481/485, 651 (Super Hitachi) et E653 (Fresh Hitachi).

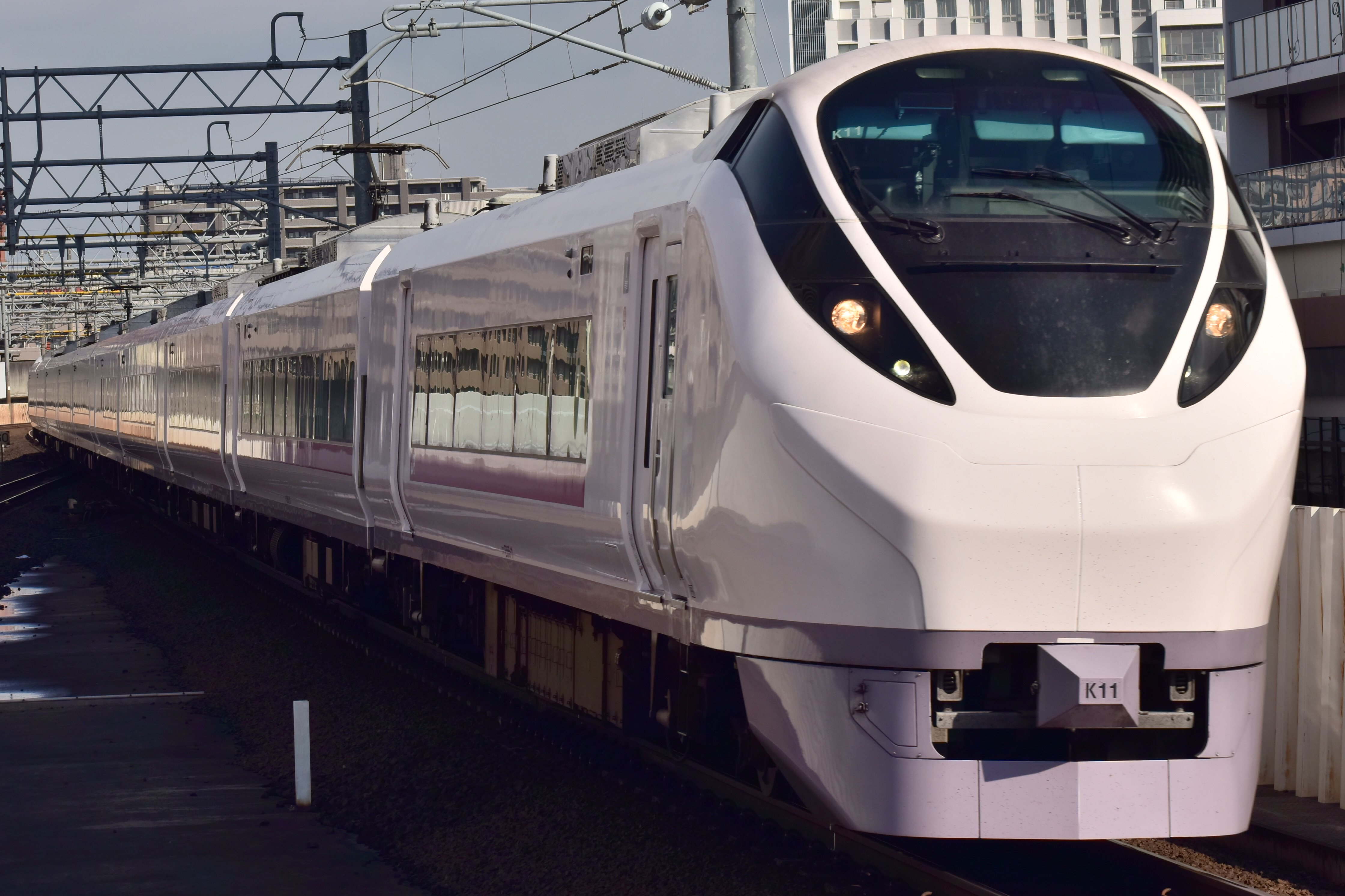
Série E657
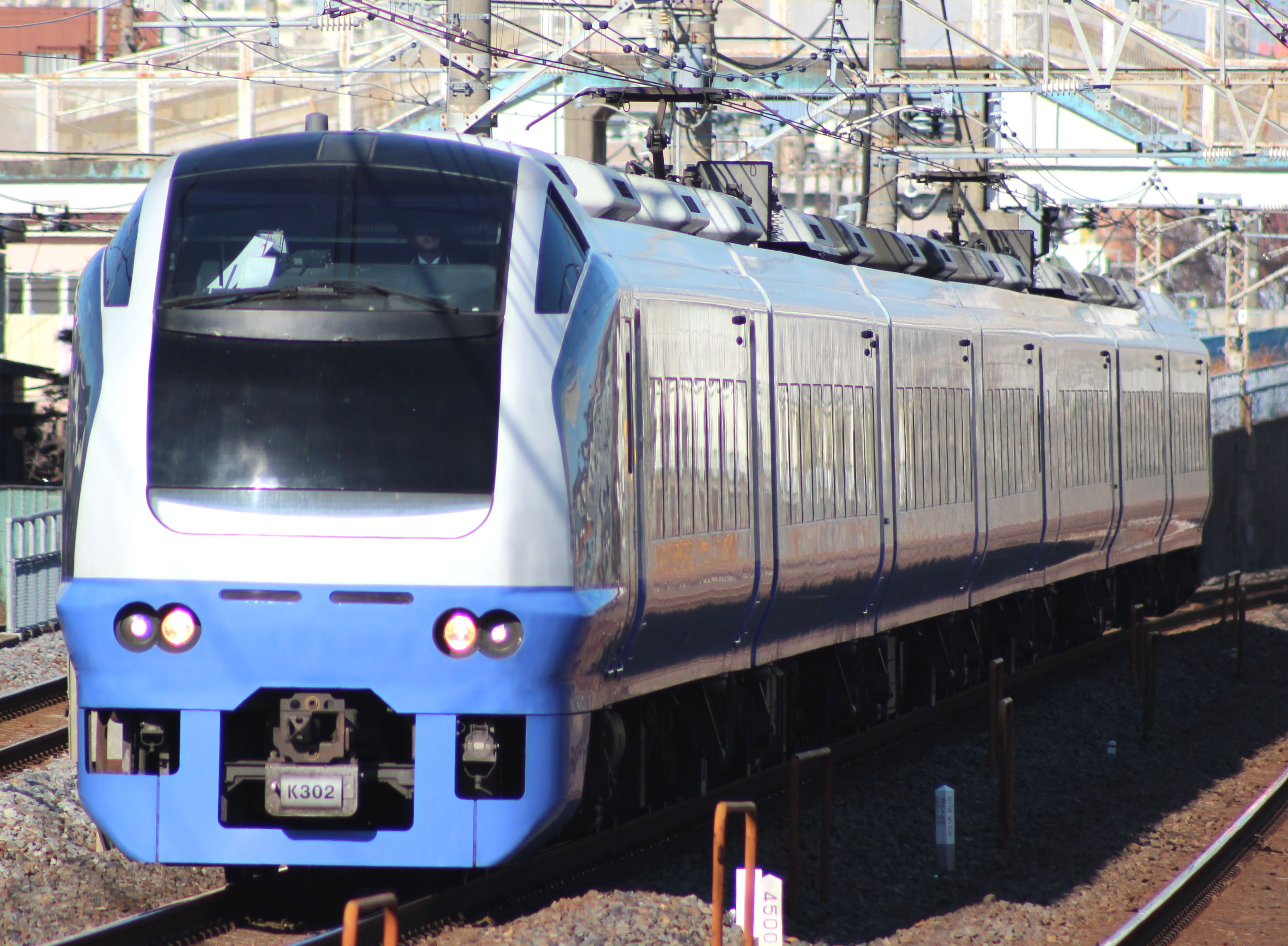
Série E653
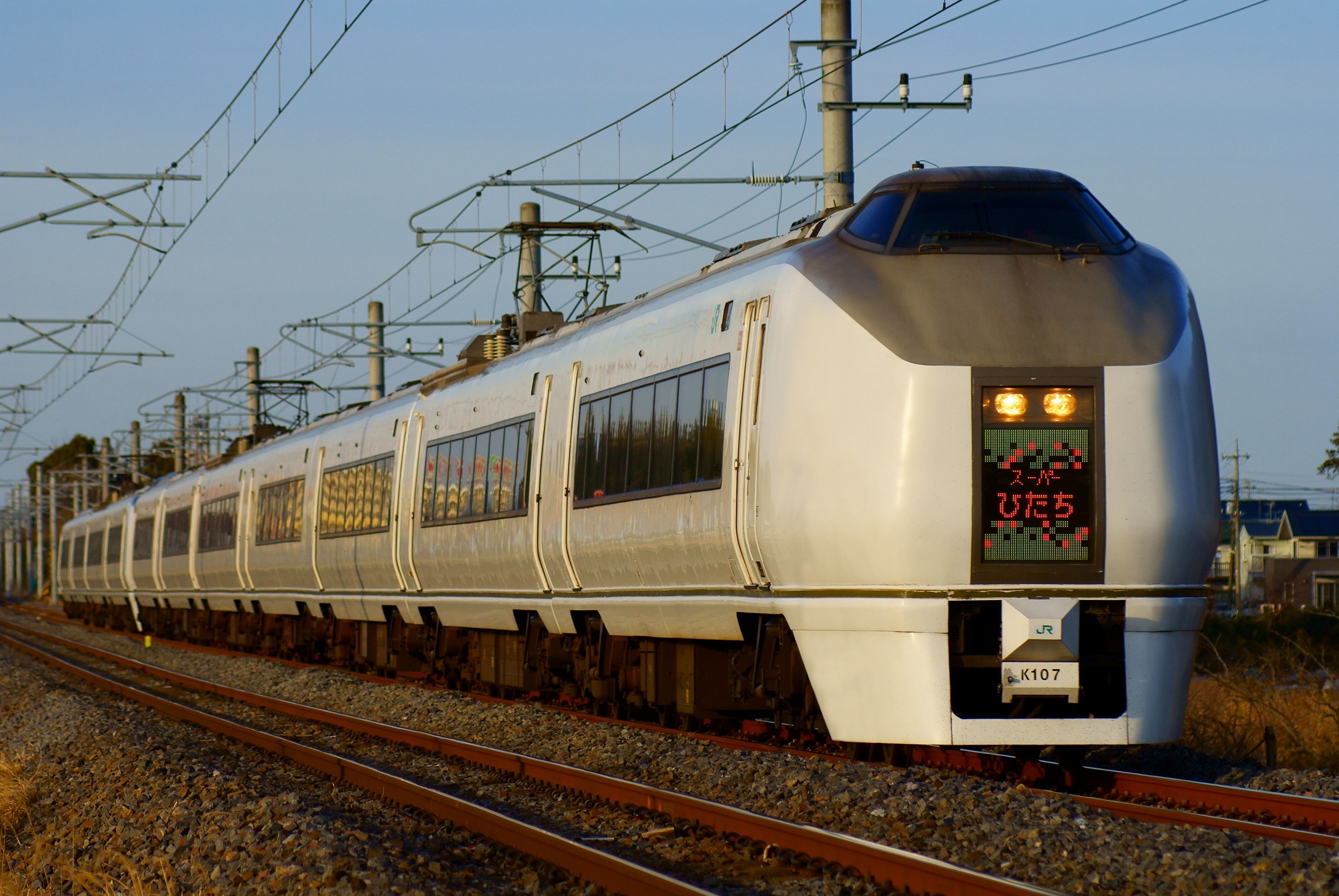
Série 651
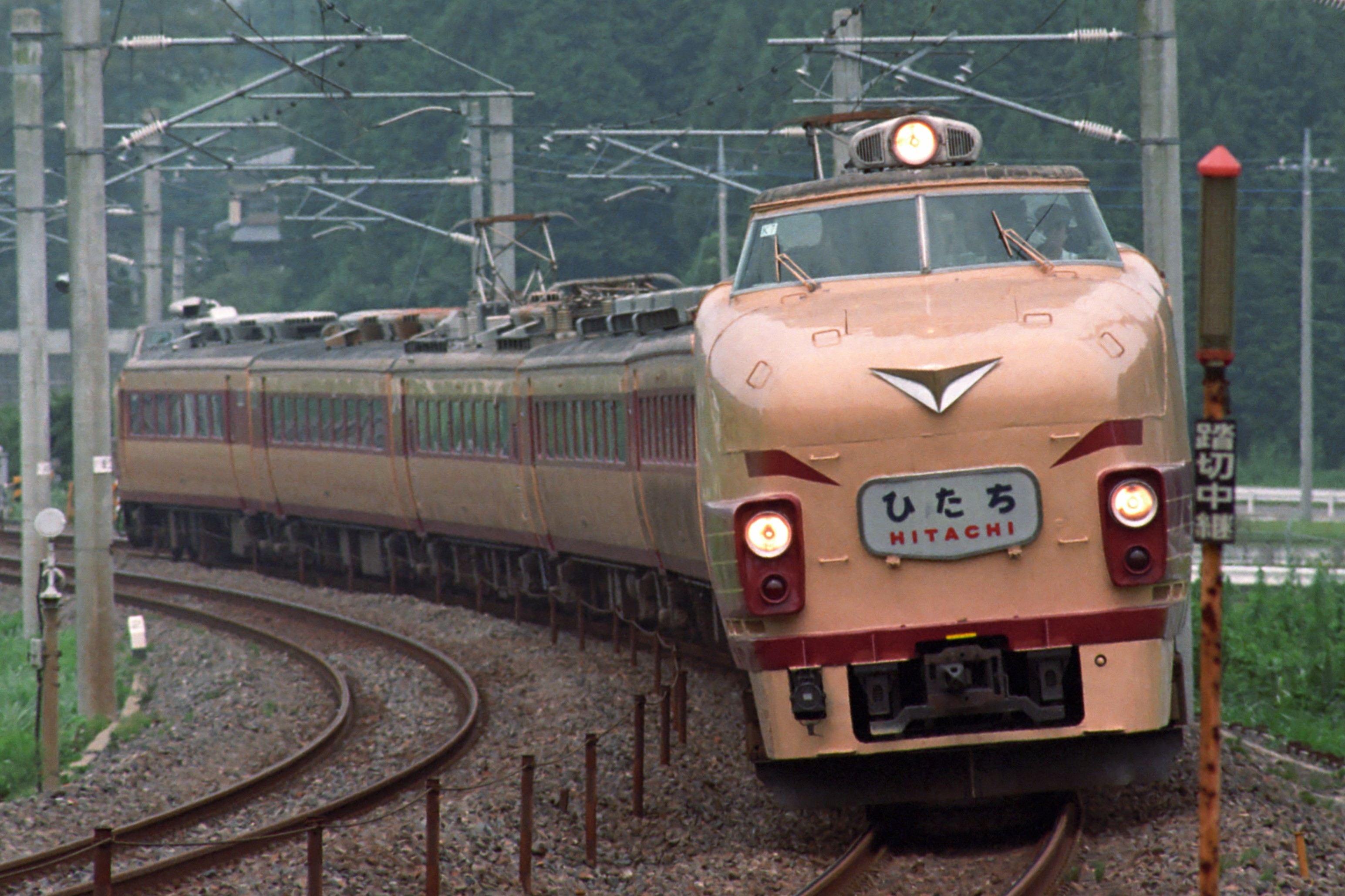
Série 485
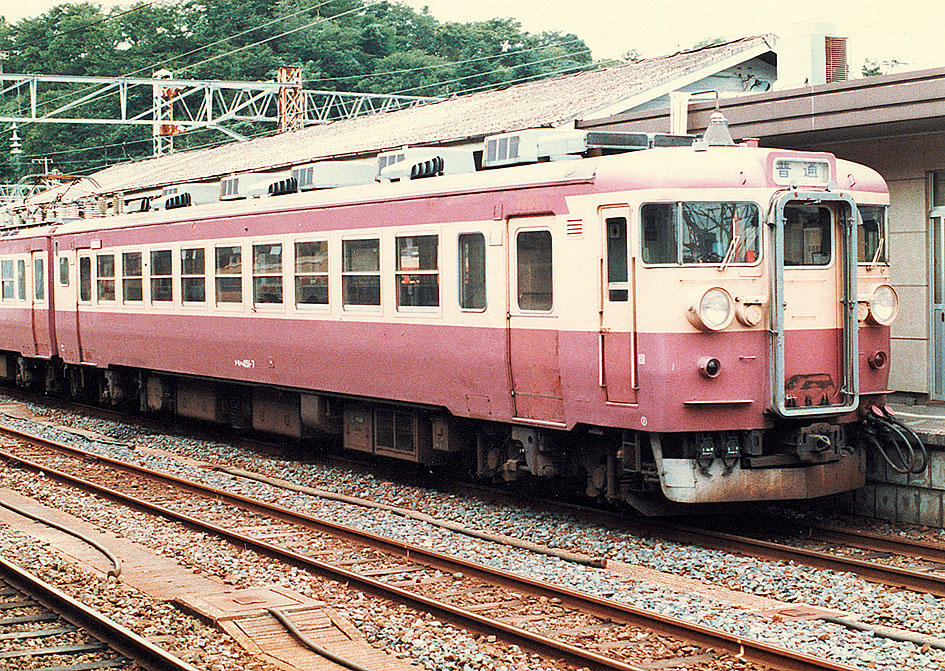
Série 451

## Composition des rames
- Série E657[1] :

| N° de voiture | 1       | 2       | 3       | 4       | 5     | 6       | 7       | 8       | 9       | 10      |
| Classe        | Réservé | Réservé | Réservé | Réservé | Green | Réservé | Réservé | Réservé | Réservé | Réservé |